# Desognaphosa
Genre
Desognaphosa est un genre d'araignées aranéomorphes de la famille des Trachycosmidae.

## Distribution
Les espèces de ce genre se rencontrent en Australie et aux Salomon.

## Description
Les mâles mesurent de 4 à 8,5 mm et les femelles de 3,5 à 9 mm.

## Liste des espèces
Selon World Spider Catalog (version 22.5, 14/01/2022) :
- Desognaphosa bartle Platnick, 2002
- Desognaphosa bellenden Platnick, 2002
- Desognaphosa boolbun Platnick, 2002
- Desognaphosa bulburin Platnick, 2002
- Desognaphosa carbine Platnick, 2002
- Desognaphosa dryander Platnick, 2002
- Desognaphosa eungella Platnick, 2002
- Desognaphosa finnigan Platnick, 2002
- Desognaphosa funnel Platnick, 2002
- Desognaphosa goonaneman Platnick, 2002
- Desognaphosa halcyon Platnick, 2002
- Desognaphosa homerule Platnick, 2002
- Desognaphosa karnak Platnick, 2002
- Desognaphosa kirrama Platnick, 2002
- Desognaphosa kroombit Platnick, 2002
- Desognaphosa kuranda Platnick, 2002
- Desognaphosa malbon Platnick, 2002
- Desognaphosa massey Platnick, 2002
- Desognaphosa millaa Platnick, 2002
- Desognaphosa pershouse Platnick, 2002
- Desognaphosa solomoni Platnick, 2002
- Desognaphosa spurgeon Platnick, 2002
- Desognaphosa tribulation Platnick, 2002
- Desognaphosa tyson Platnick, 2002
- Desognaphosa windsor Platnick, 2002
- Desognaphosa yabbra Platnick, 2002

## Systématique et taxinomie
Ce genre a été décrit par Platnick en 2002 dans les Trochanteriidae. Il est placé dans les Trachycosmidae par Azevedo, Bougie, Carboni, Hedin et Ramírez en 2022.

## Publication originale
- Platnick, 2002 : « A revision of the Australasian ground spiders of the families Ammoxenidae, Cithaeronidae, Gallieniellidae, and Trochanteriidae (Araneae: Gnaphosoidea). » Bulletin of the American Museum of Natural History, no 271, p. 1-243 (texte intégral).